# Estación Villa Rosa
Villa Rosa es una estación ferroviaria ubicada en la localidad homónima, en el partido del Pilar, Provincia de Buenos Aires, Argentina.

## Servicios
Es la estación terminal del servicio diésel metropolitano que se presta entre ésta y Retiro.
A poca distancia de la estación, finaliza la concesión de Ferrovías y se inicia la de empresa estatal Trenes Argentinos Cargas, con destino a múltiples puntos del norte y noroeste argentino.
El día Jueves 3 de noviembre de 2011, la estación comenzó a operar con el sistema de pago de boletos SUBE. Sin embargo, recién los primeros días del 2013 comenzaron a realizar las recargas del mencionado servicio SUBE, algo que generaba mucho malestar entre los usuarios y discusiones cotidianamente. Por problemas gremiales, los empleados se negaban a realizar las recargas de tarjetas a la gente, y la misma se quedaba sin tener donde cargar en toda la localidad.

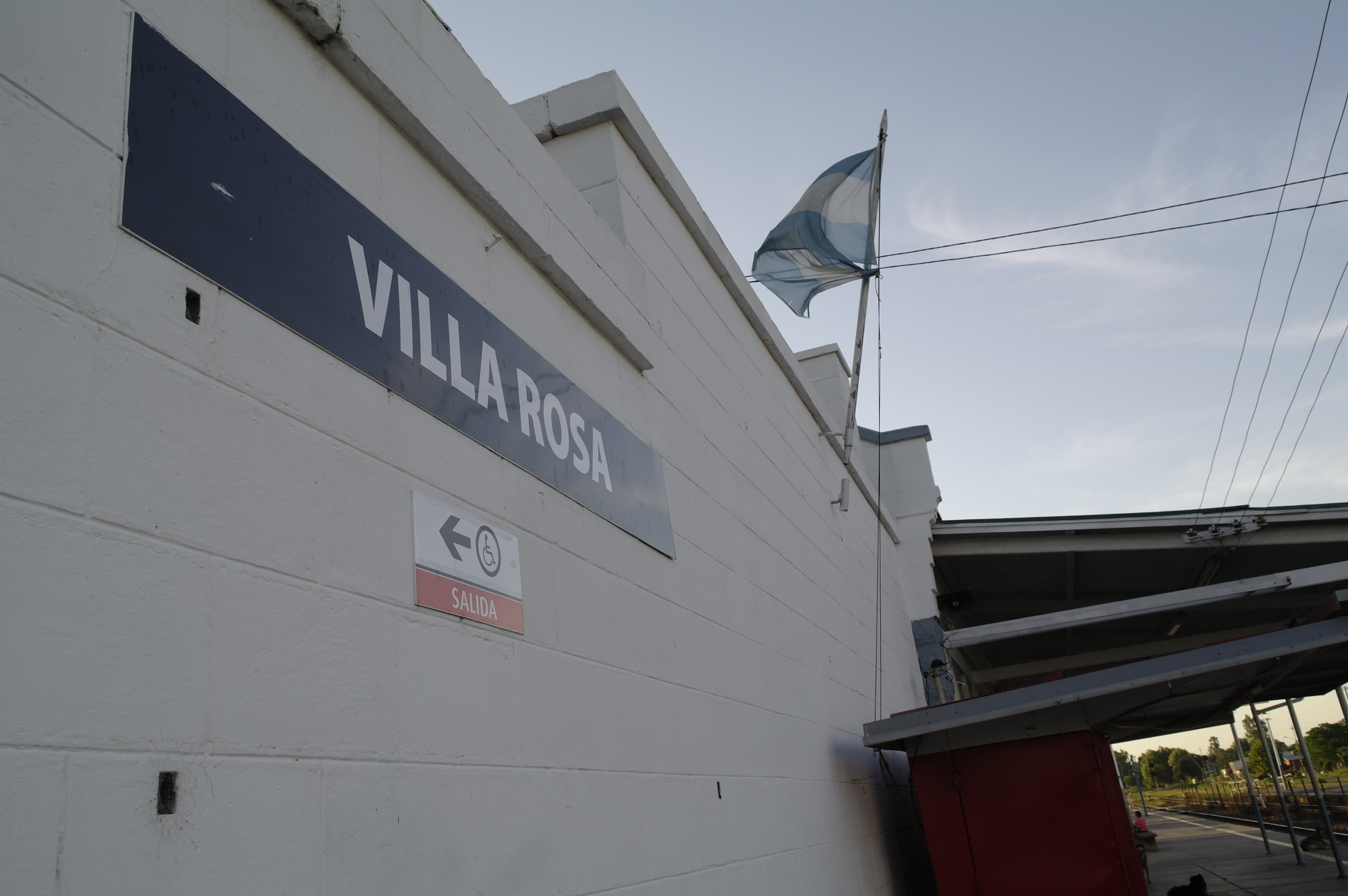
Estado de la estación pintada y en buenas condiciones.

Actualmente los vecinos están impulsando la idea de extender el servicio de pasajeros hasta el Parque Industrial Pilar, distante a 8 km.
- 16.500 Trabajadores tiene el PIP (Parque Industrial Pilar)
- 1 Tren por hora tiene Villa Rosa durante 17 de las 24 Horas por día
- 30 Minutos está parado el local de Del Viso pudiendo tranquilamente en ese tiempo venir a Villa Rosa
- 3000 Trabajadores del PIP usarían el servicio
- 60 Minutos se tarda utilizando hoy en día transporte público para ir al PIP
- 45000 Habitantes tiene Villa Rosa según el último censo
- 4 Líneas de colectivos pasan por la localidad
- 0 Bancos y/o cajeros automáticos tiene Villa Rosa
- 35 Años aparentemente han pasado del último Servicio Villa Rosa - PIP

El 25 de agosto de 2020, el presidente Fernández inauguró la renovada estación Villa Rosa, anunciando la extensión de la concesión de la empresa Ferrovías hasta el Parque Industrial Pilar.

## Toponimia
El nombre tiene su origen en la esposa del donante de los terrenos para la construcción de la estación, Sra Rosa Boggio